# SL-1
SL-1（英: Stationary Low-Power Reactor Number One）またはALPR（英: Argonne Low Power Reactor）は、アメリカ陸軍の実験用原子炉。 米国西部、アイダホフォールズの西約40マイル(65 km)にあるアイダホ州の国立原子炉試験場（NRTS、National Reactor Testing Station）ー現在のアイダホ国立研究所（Idaho National Laboratory）ーに存在した。
1961年1月3日、水蒸気爆発により3名の運転員が死亡し、うち1名は原子炉格納容器プラグに突き刺され天井に固定される事故が発生した。この事故はアメリカ国内において唯一、即死者を出した原子炉事故である。 
SL-1は、陸軍原子力発電プログラムの一部であり、北極圏近くやDEWラインにおけるレーダー基地のような小規模で遠隔の軍事施設に電力と熱を供給することを目的とした原子炉のプロトタイプであった。設計出力は3 MWであったが、事故の数か月間前に4.7 MWの出力テストが行われた。運転出力は電気200 kW、空間暖房用の熱出力400 kWであった。
事故が発生した瞬間、わずか4ミリ秒で炉心出力は20 GW近くに達し、爆発を引き起こした。直接の原因は、炉心で中性子を吸収する中央制御棒の過剰な引き抜きであった。事故により約80キュリー（3.0 TBq）のヨウ素131が放出されたが、アイダホ州東部の人里離れた高地砂漠に位置していたため、重大な事故とはみなされなかった。約1,100キュリー（41 TBq）の核分裂生成物が大気中に放出された。

## 設計
1954年から1955年にかけて、アメリカ陸軍は北極圏の遠隔地で運用可能な原子炉プラントを必要としていた。 原子炉は、陸軍のレーダー基地に電気と暖房を供給するディーゼル発電機とボイラーを置き換えるものであった。陸軍原子炉部門はこのプロジェクトのガイドラインを作成し、アルゴンヌ国立研究所（ANL）にアルゴンヌ低出力原子炉（ALPR）と呼ばれるプロトタイプ原子炉プラントの設計、建設、テストを依頼した。陸軍が求めた性能は以下の通り
- すべての部品が空輸できること[7]
- 全ての部品をパッケージしたとき7.5 x 9 x 20フィート（2.3 m×2.7 m×6.1 m）、重量20,000ポンド (9,100 kg)に収まること[7]
- 標準的な部品を使用すること
- 現場において最小限の人員と手間で建設できること[7]
- 簡易かつ信頼性があること[7]
- 北極の永久凍土地域に適応可能であること[7]
- 炉心燃料を交換せずとも3年間連続運転できること[7][14]

プロトタイプは1957年7月から1958年7月まで、アイダホフォールズの西にある国立原子炉試験場に建設された。1958年8月11日に臨界状態になり、10月24日から運転が開始され、12月2日に正式に就役した。3 MW沸騰水型原子炉（BWR）であり、93.20%の高濃縮ウラン燃料を使用した 。冷却材と減速材として軽水を使用し、自然循環で運転された。ANL は BORAX実験の経験を利用して原子炉を設計した。循環水は300ポンド毎平方インチ (2,100 kPa) の圧力で運転され、ウランアルミニウム合金でできた燃料板の間を通過した。プラントは広範な試験の後、1958年12月に訓練と運転経験のために陸軍に引き渡され、1959年2月5日からはコンバッション・エンジニアリング社（CEI）が主請負業者となった。
CEIは、SL-1炉の実際の運転、陸軍関係者の日常訓練、開発研究プログラムを担当した。

この請負業者は、プロジェクト・マネージャー、オペレーション・スーパーバイザー、テスト・スーパーバイザー、そして約6人の技術スタッフを現地に派遣した。ここ最近数カ月、プロジェクト・マネージャーは約半分の時間を現地で過ごし、半分はコネチカット州にある請負業者の事務所で過ごした。プロジェクト・マネージャーが不在のときは、オペレーション・スーパーバイザーかテスト・スーパーバイザーがプロジェクト・マネージャーを務めた。
...委員会での証言にあるように、非定常作業が行われるシフトではCEIが監督を行うと理解されていた。

...AECのアイダホ事務所と陸軍原子炉事務所は、定型作業しかない夜間シフトに監督者を加えることは、既存の取り決めの下で原子炉を運転する目的の一部、すなわち、軍人だけでプラントの運転経験を積むこと、を台無しにすると明らかに考えていた。—Report on the SL-1 Incident, January 3, 1961、pp. 6–8
陸軍原子炉訓練プログラムの訓練生には、幹部(cadre)と呼ばれる陸軍のメンバーが含まれており、彼らはプラントの主要なオペレーターであった。空軍や海軍の数名とともに、多くの海事関係者も訓練を受けた。プラントの運転は通常、幹部が2人1組で行ったが、原子炉の開発はCEIのスタッフが直接監督した。CEIは、1960年後半に原子炉の開発作業を行うことを決定し、PL-1コンデンサー試験のために原子炉を4.7 MWthermalで運転することになった原子炉の炉心が老朽化し、ホウ素中性子毒ストリップが腐食して剥がれ落ちるにつれて、CEIは炉心内のホウ素の約18%が失われたと計算した。1960年11月11日、CEIは原子炉停止マージンを増やすためにいくつかのティースロット位置にカドミウムシート（これも中性子毒である）を取り付けた。

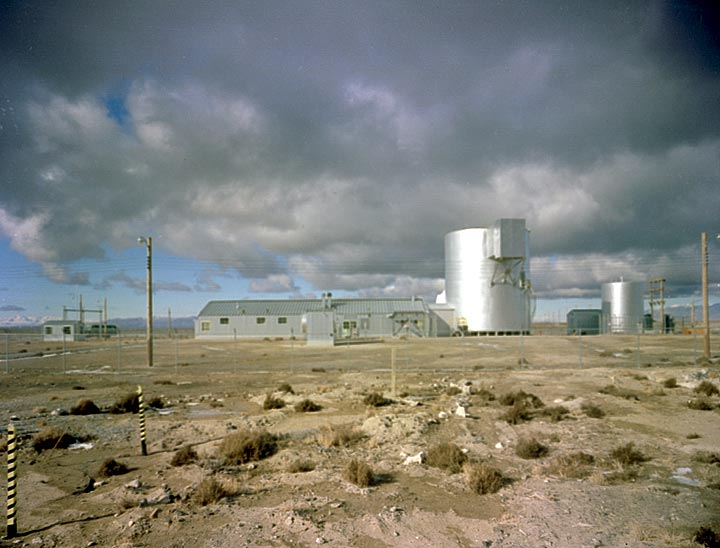
事故前のALPR。大きな円筒形の建物の下部に砂利に埋もれた原子炉、中央部に主要運転エリアと運転フロア、上部付近にコンデンサーファンルームがある。周囲には各種サポート棟や管理棟が建っている。

プラント設備のほとんどは、ARA-602と呼ばれる円筒形の鋼鉄製原子炉建屋に収められていた。直径38.5フィート (11.7 m)、全高 48フィート (15 m)で、鋼鉄の厚さは1⁄4インチ (6.4 mm)であった。建物へのアクセスは、支援施設棟であるARA-603から密閉された外部階段を通り、通常のドアを抜けることで行われた。非常口のドアは地上への外階段に通じていた。原子炉建屋は、人口密集地域にある原子炉に使用されるような圧力型格納容器ではなかった。それにもかかわらず、この建物は、最終的な爆発によって放出された放射性粒子のほとんどを封じ込めることができた。
原子炉の炉心構造は、59個の燃料集合体、1体の起動用中性子源アセンブリ、および9本の制御棒を収納するように建設された。実際の使用時、炉心には40個の燃料集合体があり、5本の十字型制御棒によってコントロールされていた。5本の制御棒は、断面がプラス記号（+）の形をしており、中央に1本（ロッド9）、炉心の外周に4本（ロッド1、3、5、7）あった。これら制御棒は、厚さ60ミル (1.5 mm)のカドミウム製で、厚さ80ミル (2.0 mm)のアルミニウムで被覆されていた。各制御棒の吸収スパンは14インチ (36 cm)であり吸収長さは34インチ (86 cm)であった。40個の燃料集合体はそれぞれ9枚の燃料板で構成されていた。燃料板の全体厚さは120ミル (3.0 mm) で、厚さ50ミル (1.3 mm) のウランアルミニウム合金の「肉」を厚さ35ミル (0.89 mm) のX-8001アルミニウム被覆管で覆ったものであった。「肉」の高さは25.8インチ (66 cm) 、幅は3.5インチ (8.9 cm)であった。燃料板間のウォーターギャップは310ミル (7.9 mm)であった。初期の40個の集合体は93.2%の高濃縮ウラン235を装荷しており、31ポンド (14 kg)のU-235を含んでいた。
装荷された燃料集合体を59個から減らしたことで負の反応性効果が小さくなった。4本の外側の制御棒は、テストの結果、必要ないと判断されたため、小型炉心では使われなかった。運転中のSL-1炉心では、ロッド2、4、6、8はダミーロッドであり、カドミウムシムを新たに取り付けたりテストセンサーを入れたりしており、大文字のTのような形をしていた。炉心サイズを最小化する努力の結果、ロッド9の反応度は異常に大きくなった。

## 事故
1961年1月3日、年末年始の休暇が終わりSL-1では11日間の運転停止からの業務再開に向け準備を行っていた。メンテナンス手順では、駆動機構に再接続するためにロッド9を手動で数インチ引き出す必要があった。山岳部標準時午後9時1分、このロッドが突然に引き抜かれすぎたため、SL-1は即座に臨界に達した。4ミリ秒で、燃料内の巨大な出力から生じた熱が、炉心を溶融させ爆発的に蒸発させた。膨張した燃料は極端な圧力波を発生させ、水を上方に吹き上げ、原子炉容器の上部をピーク圧力10,000ポンド毎平方インチ (69,000 kPa)で直撃した。水の弾丸は、約 500ポンド毎平方インチ (3,400 kPa)の平均圧力を伴って、速度160フィート毎秒 (49 m/s)で突き進んだ。この極端なウォーターハンマーは、原子炉容器全体を27フィート毎秒 (8.2 m/s)の速度で上昇させ、シールドプラグは85フィート毎秒 (26 m/s)の速度で吹き飛んだ。原子炉容器の上部に6つの穴が開き、高圧の水と蒸気が放射性デブリを損傷した炉心から部屋全体に吹き付けた。後の調査では、重量26,000-ポンド (12,000 kg)の容器は9フィート1インチ (2.77 m)ジャンプし、その一部は元の位置に着地する前に原子炉建屋の天井に衝突し、断熱材と砂利を運転フロアに堆積させたと結論づけられた。もし容器のシールハウジング5が天井クレーンに衝突していなければ、それは10フィート (3.0 m)上昇していただろう。出力暴走、水蒸気爆発、容器の移動が起こった時間は2秒から4秒であった。
水と蒸気が2人の作業員をフロアにたたきつけ、1人が死亡、もう1人が重傷を負った。原子炉容器上部のNo.7シールドプラグが3人目の男性の股間を貫通し、肩から抜けて天井に固定された。犠牲者は陸軍特技兵リチャード・リーロイ・マッキンリー（27歳）とジョン・A・バーンズ（22歳）、海軍建設工兵隊の建設電気技師一等兵曹リチャード・C・レッグ（26歳）であった。後に作家のトッド・タッカーによって、バーンズ（原子炉運転員）が棒を持ち上げて出力暴走を引き起こしたこと、レッグ（シフト監督者）が原子炉容器の上に立っていて突き刺され天井に固定されたこと、マッキンリー（訓練生）が近くに立っていたことが解明された。マッキンリーだけが、意識不明で深いショック状態ながら生きているのを救助隊が発見した。このことは、SL-1調査委員会の分析や、バーンズとレッグは即死であったがマッキンリーは頭皮内にびまん性出血の徴候があり負傷によって死亡するまで約2時間生存していたことを示唆する検死結果と一致していた 3人全員が身体的外傷で死亡した。

### 反応炉の原理と事象
初期の報道では、爆発は化学反応によるものかもしれないとされていたが、それはすぐに否定された。室内の様々な物質に高速中性子放射化が起こっており、適切に運転されている原子炉とは異なり、原子力の暴走を示していた。
SL-1のような熱中性子炉では、核分裂プロセスを制御し、ウラン235燃料の核分裂の可能性を高めるために、中性子が減速される。十分な減速材がなければ、SL-1のような炉心は核連鎖反応を維持できない。減速材が炉心から取り除かれると、連鎖反応は減少する。減速材として使用される水は、液体を保つために高圧に維持される。核燃料の周りの水路で蒸気が形成されると連鎖反応は抑制される。
もう一つの制御は、炉心での連鎖反応に対する遅発中性子の作用である。ほとんどの中性子（即発中性子）はU-235の核分裂によってほぼ瞬時に生成される。しかし、少数個（定常運転をしているU-235燃料の原子炉では約0.7％）の中性子は、ある種の核分裂生成物の比較的遅い放射性崩壊によって発生する。(これらの核分裂生成物は、ウラン235燃料に近接した燃料板の内側に閉じ込められる。）遅発中性子の生成により、原子炉の出力変化を人間や機械に適した時間スケールで制御することが可能になる。
制御装置や中性子毒が取り除かれた場合、即発中性子だけで臨界になる（即発臨界）可能性がある。原子炉が即発臨界になる場合、出力が2倍になるまでの時間は10マイクロ秒のオーダーである。温度が出力レベルに追従するのに必要な時間は、炉心の設計に依存する。通常、一般的な軽水炉では、出力に対する冷却材温度のラグは3～5秒である。SL-1の設計では、蒸気の形成が始まるまで約6ミリ秒であった。
SL-1は、中央の主制御棒を完全に取り外すと、非常に大きな過剰反応度を発生させることができるように作られた。追加の制御棒の存在は、59個の燃料集合体のうち40個だけに核燃料を装荷するという決定によるもので、その結果、炉心は中央部でより活発になった。通常の運転では、制御棒は、持続的な核反応と熱出力に足る反応度を発生させるのに十分な距離だけ引き出される。しかし、この事故では、付加された反応度は、推定4ミリ秒以内に原子炉を速やかに臨界に導くのに十分であった。この時間は、燃料からの熱がアルミニウム被覆管に浸透し、負の減速材温度とボイドフィードバックを介して炉心のすべての部分の出力増加を完全に停止するのに必要な量の水を沸騰させるには早すぎた。
事故後の分析によると、最終的な制御方法（すなわち即発臨界状態の消滅と持続的な核連鎖反応の終了）は、破局的炉心分解（破壊的溶融、気化、その結末としての炉心の最大熱量が最も早く発生した部分の爆発的膨張）によってもたらされたと結論づけられた。この炉心加熱と蒸発のプロセスは、反応を停止させるのに十分な蒸気が生成されるまでの約7.5ミリ秒の間に起こったと推定され、蒸気シャットダウンより数ミリ秒先んじた。ある重要な統計が、炉心が崩壊した理由を明らかにしている。3 MWの出力を想定して設計された原子炉が、瞬間的に約20 GWのピーク出力で運転された。これは、安全動作限界の6,000倍以上の出力密度である 。この臨界事故は、4.4 × 1018回の核分裂、すなわち133メガジュール (32 TNT換算キログラム)のエネルギーを生成したと推定されている。

### 事故発生後の経過

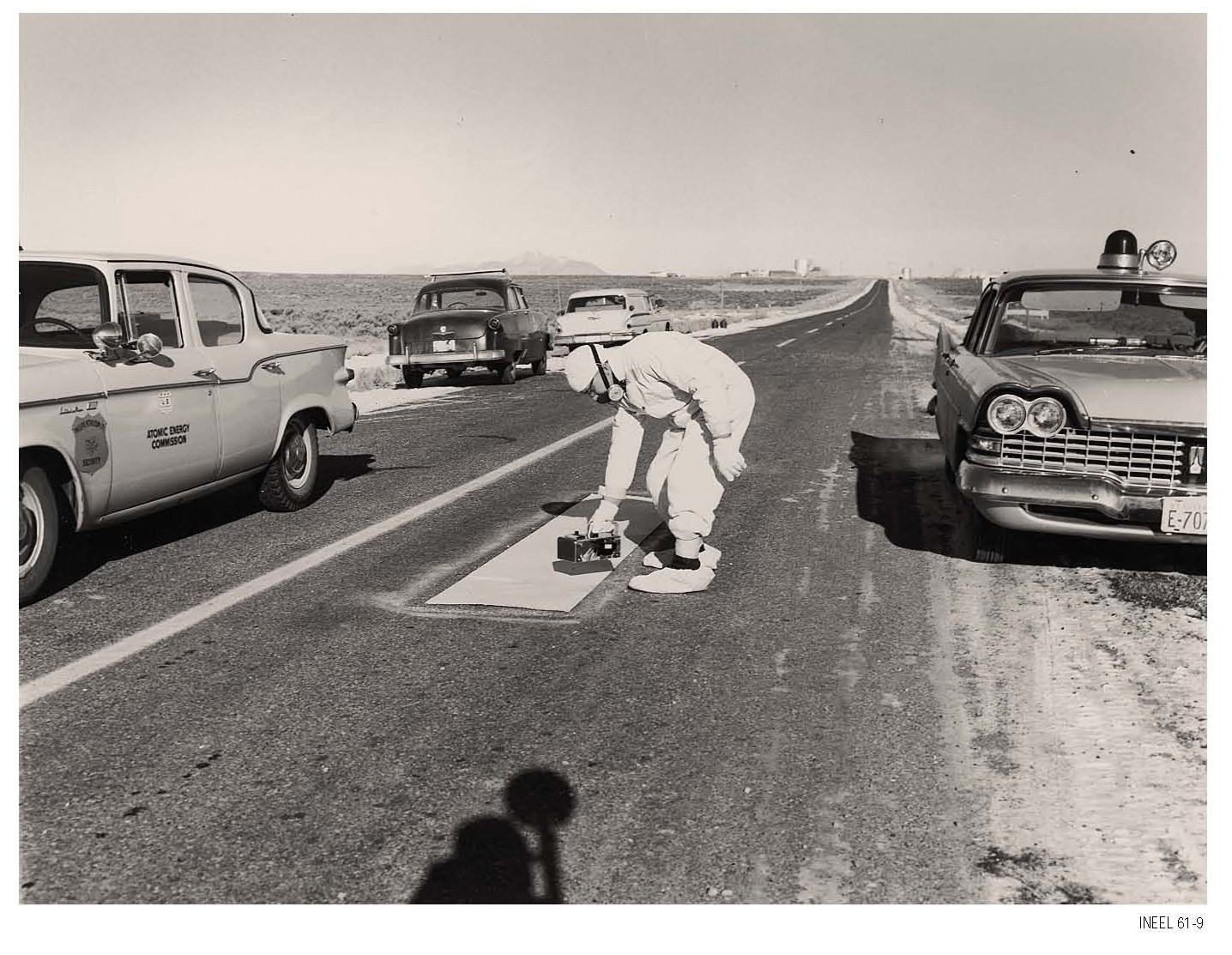
アメリカ国道20号線近辺の放射能汚染を調査している様子

事故発生時刻の午後9時1分（山岳部標準時）、原子炉上部の熱センサーがNRTSの保安施設にあるアラームを作動させた。誤報は同日午前と午後に発生していた。6人の消防隊員（ケン・ディアーデン副署長、メル・ヘス副署長、ボブ・アーチャー、カール・ジョンソン、エゴン・ランプレヒト、ジェラルド・スチュアート、バーン・コンロン）からなる対応チームは、誤報を予想しつつ9分後に到着した。彼らは最初、建物から少し蒸気が上がっている程度で、6 °F (−14 °C)の寒い夜としては普通であり、特に異常はないと認識した。消防士たちは、SL-1施設内の誰とも連絡がとれず、警備員にゲートを開けてもらった。彼らはスコット・エアパックを着用し、確認のために支援施設棟に到着した。
建物はいつも通りに見えたが、無人だった。休憩室には温かいコーヒーの入ったマグカップが3つ、近くには上着が3着掛けられていた。彼らは原子炉制御室に入り、放射線警告灯に気づいた。彼らがSL-1の原子炉運転フロア階まで階段を上っているとき、彼らの携帯型放射線検出器がその最大範囲を急激に上回った。このため、2台目の放射線検出器を取りに退却した。2台目の放射線検出器も、再び階段を上っている際に毎時200レントゲン（R/hr）の最大値を示した。 彼らは撤退する前に原子炉室を覗き込んだ。
午後9時17分、保健物理学者が到着した。彼とモシュバーガー副主任は、潜在的な汚染物質を強制的に除去するために、エアタンクとマスクに陽圧をかけ、原子炉建屋の階段に近づいた。 階段を上り始めると、二人の検出器は毎時25レントゲン（R/hr）を示し、二人は退却した。より測定スケールの広いイオンチェンバー検出器を発見し、二人は階段の最上階に到達し、行方不明の3人を見つけようと原子炉室の中を見回した。二人が持つJordan Radector AG-500メーターは、上る途中で500 R/hrを記録した。二人が目にしたのは、薄暗く、湿度が高く、濡れており、岩や鋼鉄の破片、ねじれた金属、デブリが散乱した運転フロアであった。

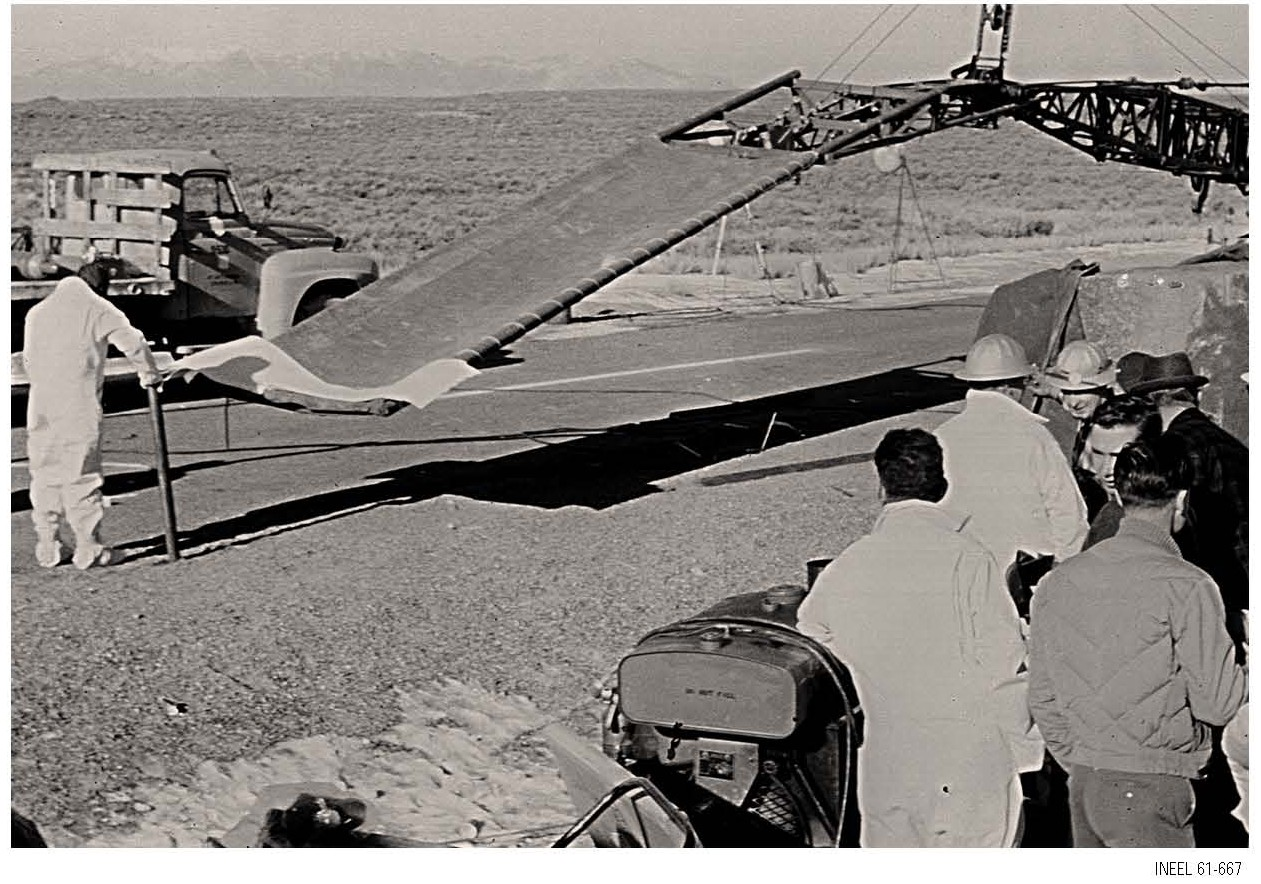
担架リグ。ダグウェイ実験場の化学放射線特別部隊の陸軍志願兵たちは、原子炉容器の真上で天井に固定された男性（レッグ）の遺体を回収するため、クレーンでリグをSL-1原子炉建屋に搬入する前に練習を行った。

午後10時半ごろ、アイダホフォールズ近郊からSL-1の主任保健物理学者エド・ヴァラリオとSL-1オペレーション・スーパーバイザーのポール・ダックワースがSL-1に到着した。二人はエアパックを装着し、管理棟から支援棟を通り、階段を上って原子炉フロアに向かった。階段の途中で、ヴァラリオはマッキンリーのうめき声を聞いた。2人は、彼と明らかに死亡している2人目のオペレーターが床に倒れているのを発見し、出血しているマッキンリーのためにチェックポイントに戻って救護を求めることにした。
2人は3人の保健物理学者と合流し、エアパックを装着して原子炉フロアに戻った。エアパックのマスクは曇って視界が悪かった。マッキンリーはかすかに動いていたが、体の一部が金属片で覆われていたため、ストレッチャーで運ぶためにレスキュー隊が取り除かなければならなかった。ヴァラリオも行方不明の乗組員を見つけようとして瓦礫を動かした。バーンズは部分的に鉄片と血で覆われていた。別の男性がバーンズの脈を確認し、死亡を告げた。
3人の男性が外階段を使ってマッキンリーを運び出そうとし、1人の男性を外に出してトラックで迎えに来させた。しかし、運転フロアを横切って出口までマッキンリーを運んだ後、設備が非常口のドアを塞いでいるのを発見した。このため、救助隊はコースを逆戻りし、メイン階段を使うことを余儀なくされた。
マッキンリーの移動中、2人の男性が持っていたスコット・エアパックがフリーズして動かなくなった。ダックワースは故障のため退避し、ヴァラリオはマスクを外して汚染された空気を吸いながらもマッキンリーの避難を完了させた。救助には約3分間かかった。
マッキンリーの避難は、すぐに放射線学上の大問題に発展した。マッキンリーはまずパネルトラックに乗せられ、次に救急車の後部に収容された。救急車の後部で患者の看護にあたっていた待機中の看護師ヘレン・ライゼンは、少なくともかすかな呼吸、おそらく最後の呼吸を聞いた。しかし、車両が近くのアメリカ国道20号線に到着する前に、AECの医師は看護師を避難させ、救急車の中に入って脈がないことを認めた。午後11時14分、医師は男性の死亡を宣告した。マッキンリーの遺体を乗せた汚染された救急車は砂漠に運ばれ、数時間放置された。
午後10時38分、4人の男性が原子炉建屋に入り3人目の犠牲者（レッグ）を発見した:105。レッグが最後に発見されたのは、彼がシールドプラグによって原子炉の上の天井に固定されており、容易に認識できなかったからである。
その夜、大規模な除染が行われた。第一対応者のうち約30人がシャワーを浴び、過マンガン酸カリウムで手をこすり、服を交換した。 救急車内の遺体はその後、服を脱がされて救急車に戻され、保管と解剖のために近くの施設に運ばれた。
1月4日の夜、6人の志願チームが2人1組でSL-1の運転フロアからバーンズの遺体を回収した。遺体は救急車で同じ施設に運ばれた。
4日間の作業計画の後、最も汚染されていた3体目が回収された。原子炉室の修繕は、クレーンに取り付けられた鉛シールドボックスの中で溶接工が行わなければならなかった。1月9日、一度に2人ずつのリレーで、一人あたり65秒以上の被ばくを許された10人のチームが、長いポールの先についたフックを使ってレッグの遺体を7番シールドプラグから引き抜き、建屋の外にあるクレーンに取り付けられた5 by 20フィート (1.5 m × 6.1 m) の担架に落下させた。
マッキンリーのシガレットライターのネジやバーンズの真鍮の時計バンドのバックルから放射性銅64Cuが検出され、原子炉が即発臨界に陥ったことが証明された。このことはレッグの結婚指輪から198Auが検出されたことを含む、他のいくつかの測定結果でも示された。原子炉プラント内の原子力事故線量計と被害者の衣服から採取されたウラン粒子もまた、臨界の証拠となった。これらの遺留品から中性子で放射化された元素が発見される以前は、科学者たちは原子炉は本質的に安全であると信じ、核爆発の発生を疑っていた。主要な核分裂生成物である91Srもウラン粒子と一緒に発見された。 これらの発見は、化学爆発が事故を引き起こしたという初期の推測を否定した。
いくつかの資料や目撃証言は、それぞれの犠牲者の名前と位置を混同している。書籍Idaho Falls: The untold story of America's first nuclear accidentの中で、著者は、救助隊がバーンズを生存して発見された男性と認識し、レッグの遺体は原子炉シールドの横で発見され事故翌夜に回収されたものであり、原子炉の真上の天井に制御棒で突き刺さっていたのはマッキンリーであると信じていたことを指摘している。この誤認は、爆風による犠牲者のひどい損傷によって引き起こされたもので、クラレンス・ラッシュボー（英語: Clarence Lushbaugh）が行った検死で修正されたが、このことはしばらくの間混乱を引き起こした。
マッキンリーを運んだ7人の救助隊員はカーネギー・ヒーロー基金からカーネギー・ヒーロー賞を授与された。
- SL-1オペレーション・スーパーバイザーのポール・ダックワース
- SL-1テスト・スーパーバイザーのシドニー・コーエン
- SL-1アシスタント・オペレーション・スーパーバイザーのウィリアム・ラウシュ
- SL-1保健物理学者のエド・ヴァラリオ
- 当直のAECサイト調査チーフのウィリアム・ガミル
- 保健物理学者のラヴェル・J・キャリスター
- 保健物理技術者のデロス・E・リチャーズ

## 原因
必要な保守手順のひとつで、切り離された自動制御機構に取り付けるため、ロッド9を約4インチ (10 cm)手動で引き抜くことが求められた。事故後の計算やロッド9の傷の調査から、実際には約20インチ (51 cm)引き抜かれ、原子炉が即臨界になり、水蒸気爆発を引き起こしたと推定されている。ロッドが引き抜かれた最も一般的な説は、(1)運転員の一人によるサボタージュまたは自殺、(2)他の運転員の一人の妻との不倫を含む殺人自殺、(3)主制御棒の不注意による引き抜き、(4)ロッドを”運動”させる（鞘内でよりスムーズに動くようにする）意図的な試み、である。保守記録は技術者が何をしようとしていたのかに触れていないため、事故の実際の原因はわからない。しかし、自殺であった可能性は低いと思われる。
事故後、同じ重さの模擬制御棒を使った実験が行われ、1人または2人の男性がロッド9を20インチ引き抜くことが可能であったかが判断された。実験には、48ポンド (22 kg)の中央のロッドが動かなくなり、1人の男が自分でそれを解放したという可能性のシミュレーションも含まれ、調査官が最適な説明と考えたシナリオが再現された：バーンズが制御棒を緩め、誤って引き抜き、3人全員が死亡した 。ロッド9が手動で急速に引き抜かれたという説を検証する際、3人の男性が時間を計った試験に参加し、彼らの努力とその結果発生した核爆発のエネルギーが比較された。
予備のSL-1制御棒アクチュエータ・アセンブリを模擬実験に使用し、数名の被験者の手動引き抜き速度を測定した。制御棒以外はSL-1のものと同じで、水中でのSL-1可動アセンブリの正味重量である84ポンドの総可動荷重を与えるために錘で模擬されている。（中略）テストは、被験者にできるだけ速くロッドを持ち上げるよう指示し、その間に電気タイマーがロッドの動き始めから所定の距離の引き抜きまでの経過時間を計測することで行われた。30インチまでの距離が測定された。

(中略)

以上の推論から、5.3ミリ秒という短い周期を生み出すために必要なロッドの引き抜き速度は、人間の能力の限界内に十分収まることがわかった。—IDO-19300、SL-1 Reactor Accident on January 3, 1961, Interim Report, May 15, 1961
SL-1では、制御棒が制御棒チャンネルにはまり込むことがあった。制御棒が適切に動作していることを確認するため、制御棒を評価する多くの手順が実施された。通常運転のための定期的なロッド運動とロッドの引き抜きに加えて、各ロッドのロッド落下試験とスクラム試験が行われた。1959年2月から1960年11月18日までに、スクラムテストとロッド落下テストで制御棒が動かなくなったケースが40件あり、故障率は約2.5%であった。1960年11月18日から12月23日までは、スタックしたロッドが激増し、この期間に23件、故障率は13.0％であった。これらのテスト失敗のほかに、1959年2月から1960年12月までに21件のロッド固着事故があった。このうち4件は、運転最後の月に、定期的なロッド引き抜き中に発生したものであった。ロッド9は、他のどのロッドよりも頻繁に動作されたにもかかわらず、最も良好な動作実績であった。
ロッドの固着は、ミスアライメント、腐食生成物の蓄積、ベアリングの磨耗、クラッチの磨耗、駆動機構のシールの磨耗に起因している。試験中にロッドが動かなくなった故障モード（ベアリングやクラッチの摩耗など）の多くは、制御棒駆動機構が行う動作にのみ当てはまる。No.9のロッドは中央に位置しているため、固着しやすいNo.1、No.3、No.5、No.7よりもアライメントが良かったのかもしれない。事故後、バーンズが行っていた再接続作業中にロッドの固着がなかったかどうかを調べるため、日誌の確認や元プラントオペレーターへの聞き取り調査が行われた。ある者は約300回、別の者は約250回この作業を行っていたが、どちらもこの手順中に手動で制御棒を持ち上げたときに、制御棒が固着したと感じたことはなかった。さらに、手動再接続中にロッドが固着したと報告した者はいなかった。
1961年6月の議会公聴会で、SL-1プロジェクト・マネジャーのW.B.オルレッドは、SL-1プラントの運転をCEIが「24時間体制」で監督しなかったのは、原子力委員会（AEC）が「予算の関係で」拒否したからだと認めた。オルレッドは、1960年11月16日から12月23日の最終シャットダウンまでの間に、ロッドの固着が増えたことについても質問された。この増加について、オルレッドは、「私は大幅な増加を完全に認識していたわけではない」、「このような急激な増加が起こったとは知らなかった」と述べた。固着問題を知らせた責任者は誰かという質問に対し、オルレッドは、SL-1オペレーション・スーパーバイザーのポール・ダックワースが報告すべきだったが、しなかったと答えた。オルレッドは、もし制御棒の固着が増加していることを知っていたら、「もっと詳しく調べるためにプラントを停止しただろう」と答えた。
機械的・物質的証拠と核・化学的証拠とが相まって、彼らは中央制御棒が非常に急速に引き抜かれたと考えざるを得なかった。（中略）科学者たちはSL-1の元運転員に質問した： 「中央制御棒が引き抜かれたら、原子炉が臨界に達することを知っていましたか？答えはこうだった： 「もちろんです！レーダー基地にいてロシア軍が来たらどうするか、よく話していました。制御棒を引き抜くんだ」。"—Susan M. Stacy、Proving the Principle, 2000

## その後
この事故により、SL-1の設計は放棄され、将来の原子炉は、制御棒を1本抜いただけでは非常に大きな過剰反応度を生じないように設計されることになった。今日、これは"one stuck rod"という基準として知られ、最も反応性の高い棒が完全に引き抜かれた位置で止まっていても、完全なシャットダウン能力が要求される。原子炉の運転に必要な文書と手順は大幅に拡大し、はるかに形式的になった。放射線測定器は、緊急時対応活動のために、より高い範囲を測定できるように変更された。
SL-1の炉心の中心部は一時的に蒸発したものの、炉心溶融物はほとんど回収されなかった。燃料板は空洞を残して破局的に破壊された形跡を示したが、相当量の溶融物質は回収されず、観察もされなかった。さらに、板間に溶融物が流れ出した形跡はない。炉心が急速に冷却されたことが、溶融物が少量であった原因と考えられている。炉心溶融物が原子炉容器の底に到達したり浸透したりするには、発生した熱量が不十分だった。
SL-1原子炉建屋は放射能の大部分を保持していたが、風下にあるプラント建屋のヨウ素131レベルは、数日間のモニタリングでバックグラウンドレベルの50倍に達した。例えば、支援施設棟の放射線調査では、ホールの汚染度は高かったが、オフィスの汚染度は低かった。事故前の放射線被曝限度は、人命救助で100レントゲン、貴重品保護で25レントゲンだった。事故への対応中、22人が3～27レントゲンの全身被曝を受けた。放射性廃棄物の除去と3体の遺体の処理は、最終的に790人を有害なレベルの放射線に曝した。 1962年3月、AECは対応に参加した32人に英雄証明書を授与した。
手順の検証を行うための一時中断の後、陸軍は原子炉の使用を継続し、1963年2月28日に全出力の運転を開始した移動式低出力原子炉（ML-1）を稼働させ、記録上最小の原子力発電所となった。この設計は、腐食の問題で最終的に放棄された。試験の結果、原子力発電の方が総費用が低くなる可能性が高いことが示されていたが、ベトナム戦争の財政的圧力により、陸軍は初期費用の低さを優先するようになり、既存の原子炉は稼働を続けたものの、1965年に原子炉計画の開発を中止した。

## 撤去作業
ゼネラル・エレクトリック社は、原子炉容器を撤去し、SL-1プロジェクトサイトの汚染された建物を解体・清掃するために雇われた 。敷地は1961年から1962年にかけて清掃され、汚染された瓦礫の大部分が取り除かれ、埋められた。この大がかりな清掃作業には、原子炉容器を近くの「ホットショップ」に運び、徹底的に分析することも含まれていた。その他の重要度の低いものは処分されるか、さまざまな洗浄のために除染場所に運ばれた。SL-1サイトの清掃には、米軍や原子力委員会のボランティアを含む約475人が参加した。
回収作業では、運転室フロアの放射性瓦礫の除去も行われた。原子炉容器とその真上にあるファンルームの周囲は放射線量が非常に高いため、原子炉容器の回収は困難を極めた。遠隔操作装置、クレーン、ブームトラック、安全対策を開発し、回収チームがテストする必要があった。放射線調査と写真分析によって、どのようなものを最初に建物から取り除く必要があるかが決定された。強力なバキュームクリーナーは、男性チームによって手動で操作され、大量の瓦礫を回収した。運転フロアの上にある手動の天井クレーンを使って、重さ19,600ポンド (8,900 kg)にもなる多数の重量物を移動させ、外の地面に投棄した。毎時400レントゲンに達するホットスポットが発見され、作業エリアから取り除かれた。
運転室フロアは比較的きれいで放射線場も管理しやすいため、手動式天井クレーンを使って原子炉容器を試験的に持ち上げた。クレーンにはダイヤル式の荷重計が取り付けられ、原子炉容器は数インチ持ち上げられた。この試験で、原子炉容器は推定23,000ポンド (10,000 kg)に未知の瓦礫を加えた重さ約26,000ポンド (12,000 kg)であることが判明した。原子炉容器の上にある建物の構造物の大部分を取り除いた後、60トンマニトワック3900型クレーンが原子炉容器を建物から取り出し、容量60トンのローボーイトレーラーと繋がったトラクタートレーラーに取り付けられた輸送キャスクに吊り下ろした。 45本の送電線、電話線、および支線を走行予定道路から引き上げまたは撤去した後、トラクタートレーラーは、多数の監視員と監督者を伴って、約35マイル (56 km) 離れたテストエリアノースとして知られるNRTSの遠隔地に位置するANPホットショップ（もともとは航空機用原子炉推進プログラムに関連していた）へ時速約10マイル毎時 (16 km/h) で進んだ。廃棄物を埋設したことで、SL-1から放射性廃棄物処理施設まで16マイル (26 km)の一般道路を汚染瓦礫を運搬する際に生じる、一般市民や作業員の被曝を最小限に抑えることができた。敷地内の最初の清掃には約24ヶ月を要した。原子炉建屋全体、近隣の建屋の汚染物質、浄化作業中に汚染された土壌と砂利が埋設地に埋められた。埋設物の大部分は土壌と砂利である

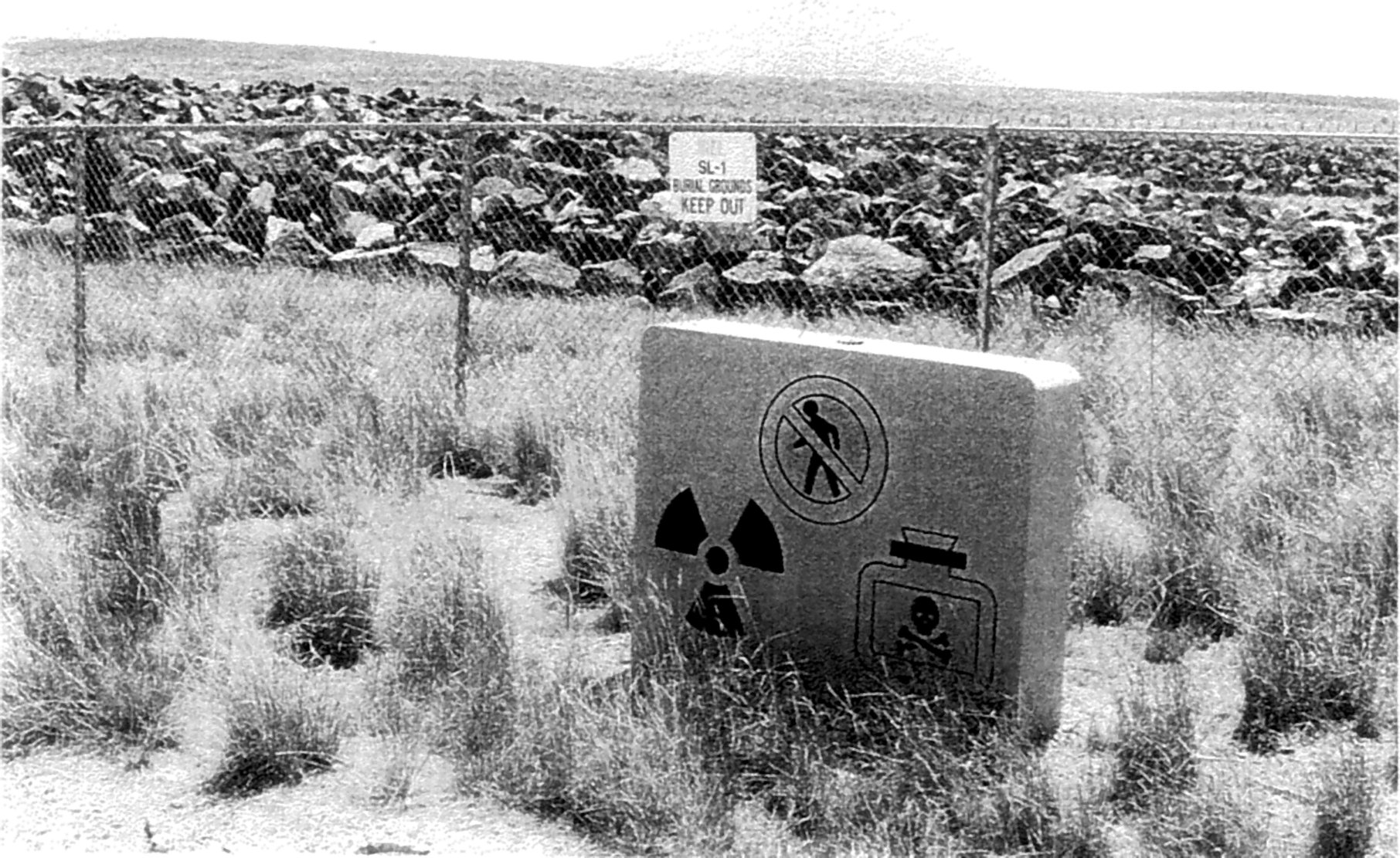
リップラップで覆われた2003年のSL-1埋設地

燃料を含む炉心の回収された部分と、事故調査に重要な原子炉の他のすべての部分は、研究のためにANPホットショップに持ち込まれた。事故調査終了後、原子炉燃料は再処理のためアイダホ化学処理工場に送られた。燃料を除いた炉心は、研究のためにホットショップに送られた他の部品とともに、最終的に放射性廃棄物管理施設で処分された。
SL-1の残骸は現在、北緯43度31分17.8秒 西経112度49分04.8秒 / 北緯43.521611度 西経112.818000度の元の場所の近くに埋められている。埋設場所は3つの掘削坑から構成されており、合計99,000立方フィート (2,800 m3)の汚染物質が埋設された。掘削は、使用された機材が許す限り玄武岩の近くまで掘られ、深さは8 - 14フィート (2.4 - 4.3 m)であった。少なくとも2フィート (0.61 m)の汚染されていない盛土が各掘削坑の上に敷かれた。1962年9月の浄化活動の完了時に、掘削坑の上に浅い土のマウンドが追加された。敷地と埋設地は、アメリカ合衆国環境保護庁スーパーファンドOperable Unit 5-05として総称されている。
SL-1事故から数年間、埋設地とその周辺地域の地表の放射線調査と清掃が数多く実施された。航空調査は1974年、1982年、1990年、1993年にEG&Gラスベガス社によって実施された。放射線環境科学研究所は、1973年から1987年までは3～4年ごとに、1987年から1994年までは毎年ガンマ線調査を実施した。1985年と1993年には、現場で粒子採取が行われた。調査の結果、セシウム137とその子孫核種（崩壊生成物）が表層土壌の主な汚染物質であることが示された。1994年6月の表層土壌調査では、埋設地内に「ホットスポット」と呼ばれる放射能濃度の高い場所が見つかり、その放射能濃度は毎時0.1～50ミリレントゲン（mR）であった。1994年11月17日、SL-1埋設地の地表から2.5フィート (0.76 m)で測定された最高放射線量は毎時0.5mRで、地域のバックグラウンド放射線量は毎時0.2mRであった。EPAによる1995年の評価では、埋設孔にキャップをかぶせることが推奨された。SL-1の主な対処策は、主に天然の材料で構築された人工バリアで蓋をすることによる封じ込めであった。この措置は2000年に完了し、2003年にEPAによって初めて再評価が行われた。

## 映像と書籍

アメリカ原子力委員会が制作したフィルムのアニメーション。インターネットアーカイブから利用可能。

アメリカ政府は1960年代、この事故に関する映画を内部用に制作した。このビデオはその後公開され、インターネットアーカイブやYouTubeで見ることができる。SL-1は、ダイアン・オアーとC・ラリー・ロバーツが脚本と監督を務めた、原子炉爆発を題材にした1983年の映画のタイトルである。この映画では、科学者へのインタビュー、記録フィルム、同時代の映像、スローモーション・シーケンスなどが使用されている。この事故にまつわる出来事は1冊の本の題材にもなっているIdaho Falls: The untold story of America's first nuclear accident (2003)。またProving the Principle – A History of The Idaho National Engineering and Environmental Laboratory, 1949–1999 (2000)の2章でも取り上げられている[48]。
1975年、ジョン・G・フラー（英語: John G. Fuller）著の反原発本我々はデトロイトを失うところであった（英語: We Almost Lost Detroit）（日本語翻訳版『原子炉災害 : ドキュメント』）が出版され、アイダホフォールズの事故について言及された。Prompt Criticalは、ジェームズ・ローレンス・シカードが脚本と監督を手がけ、SL-1事故にまつわる出来事をドラマ化した、YouTubeで視聴可能な2012年の短編映画のタイトルである。ヒストリーチャンネルでは、この事故に関するドキュメンタリーが放映された。

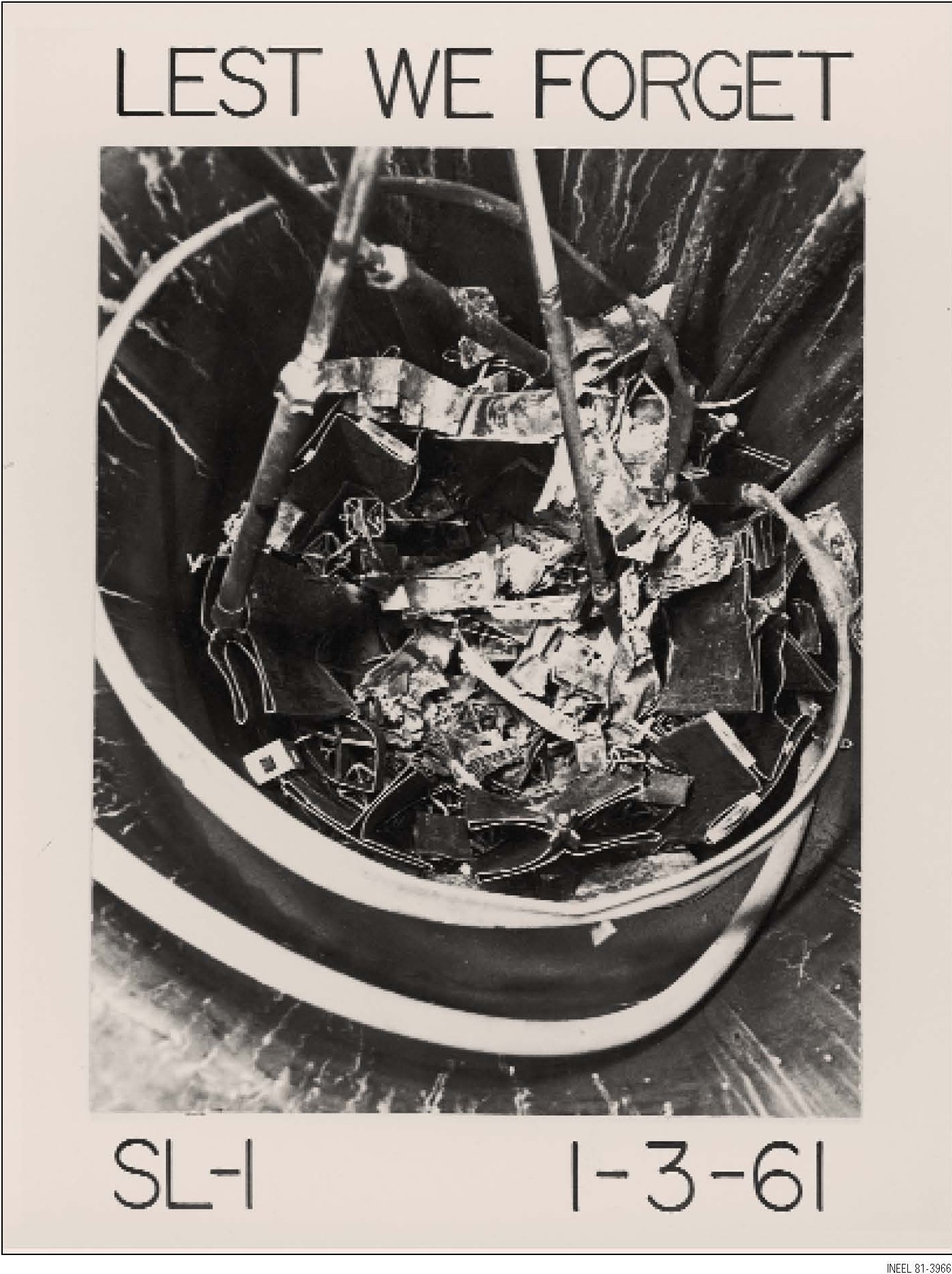
溶融したSL-1の炉心を描いた、エンジニアリングオフィス用にデザインされた安全ポスター。

他の著者、トッド・タッカーはこの事故を研究し、米軍各部隊の原子炉計画の歴史的側面を詳述した本を出版した。タッカーは、情報公開法を使って犠牲者の検死を含む報告書を入手し、各人がどのように死亡し、遺体の一部がどのように切断され、分析され、放射性廃棄物として埋められたかを詳細に記した。検死を行ったのは、セシル・ケリー臨界事故後の仕事で知られる病理学者である。タッカーは、検死において犠牲者の体の一部を切断した理由を、表面で毎時1,500レントゲンを発していたからだと説明する。SL-1の事故では、現場にいた3人の軍人が全員死亡したため、タッカーはこれを「米国史上最悪の原子炉事故」と呼んでいる。